# 29565 Glenngould
29565 Glenngould è un asteroide della fascia principale. 

## Caratteristiche
Scoperto nel 1998 ed intitolato al celebre pianista canadese, presenta un'orbita caratterizzata da un semiasse maggiore pari a 3,0196244 UA e da un'eccentricità di 0,2291054, inclinata di 2,27346° rispetto all'eclittica.